# Рязанский государственный медицинский университет имени академика И. П. Павлова

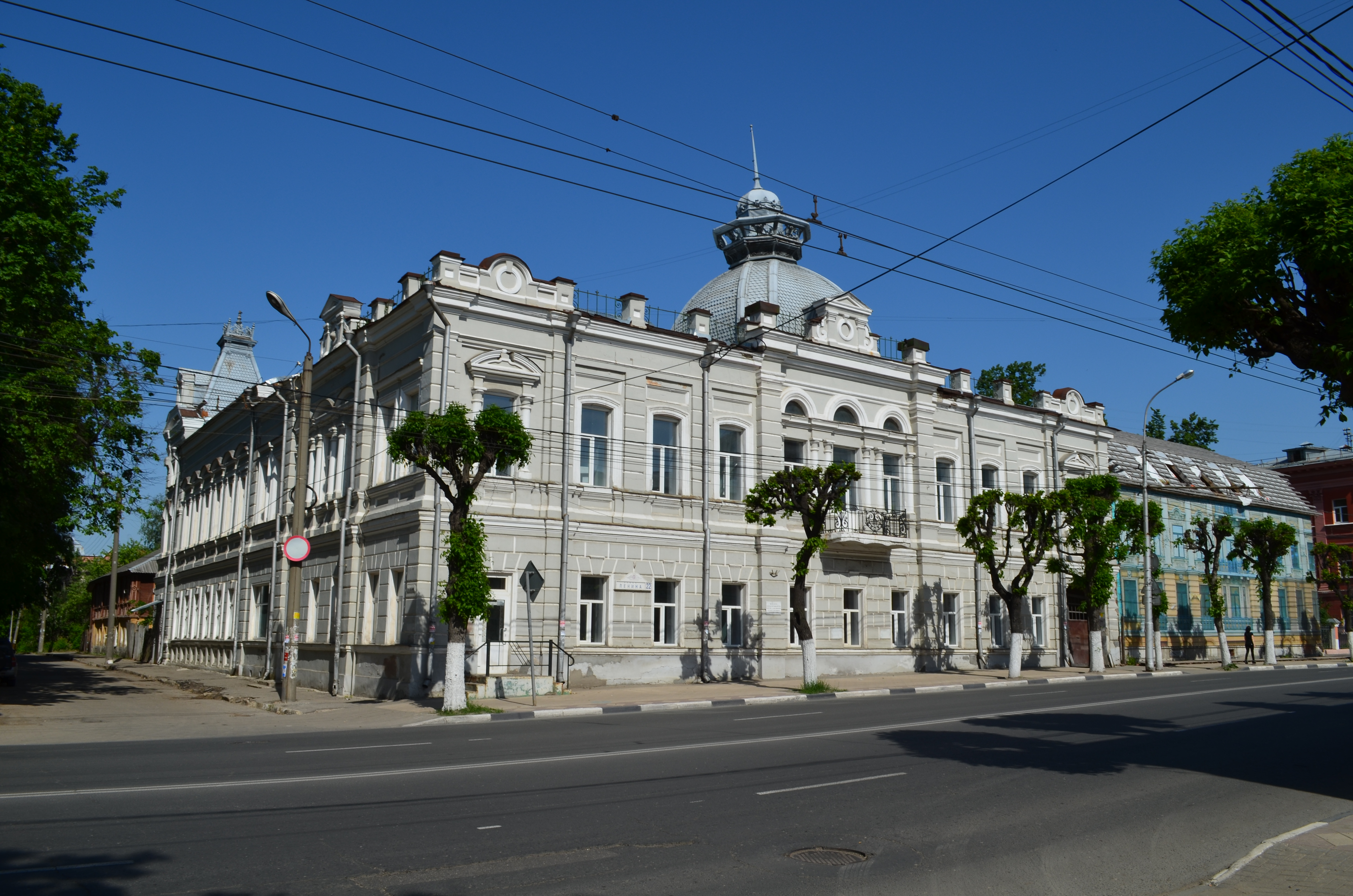
Микробиологический корпус РязГМУ.

Ряза́нский госуда́рственный медици́нский университе́т и́мени акаде́мика И. П. Па́влова — высшее учебное заведение в Рязани. Основан в 1943 году как Московский медицинский институт Министерства Здравоохранения РСФСР, в 1950 году переведён в Рязань и переименован в Рязанский медицинский институт имени академика И. П. Павлова. В 1993 году преобразован в университет.

## История
Рязанский государственный медицинский университет имени академика И. П. Павлова — один из крупнейших вузов своего профиля в Центральном районе России. Годом его основания считается 1943. Но история создания началась раньше. Зимой 1931—1932 гг. на базе Московских городской больницы был создан медвуз, который в 1935 году был реорганизован в 3-й Московский медицинский институт. А на базе Московской областной больницы в феврале 1932 года был также организован медвуз, реорганизованный в 1934 году в МОКИ, а в 1941 году — в 4-й Московский медицинский институт.
Во время Великой Отечественной войны 3-й Московский медицинский институт был эвакуирован в город Ижевск, а 4-й Московский медицинский институт — в Фергану (Узбекская ССР).
В августе 1943 года согласно постановлению Совнаркома от 3 августа 1943 года за № 856 «О реэвакуации в Москву всех вузов столицы» оба института вернулись в Москву и были объединены в Московский медицинский институт Министерства Здравоохранения РСФСР.
В 1949 году в Рязани широко отмечался столетний юбилей со дня рождения академика И. П. Павлова. В связи с этим событием администрация города приняла решение об увековечивании имени своего земляка. С просьбой к правительству о создании в Рязани медицинского вуза отправилась заместитель председателя Рязанского Областного исполнительного комитета Анна Яковлевна Жильцова. На приёме у К. Е. Ворошилова ей удалось убедить его в необходимости выполнения просьбы рязанцев.
По решению правительства от 21 января 1950 года Московский медицинский институт переведён в Рязань, а постановлением Совета Министров СССР от 10 июня 1950 года № 472 переименован в Рязанский медицинский институт имени акад. И. П. Павлова.
Из Москвы были переведены 2, 3 и 4 курсы. Первый курс набирался уже в Рязани. А пятый курс (тогда было пятилетнее обучение) оставили в первом Московском медицинском институте.
Со временем были открыты новые факультеты: санитарно-гигиенический (1962), фармацевтический (1966), подготовительное отделение (1971), усовершенствования врачей (1984), который в 1994 году реорганизован в факультет последипломного образования (ФПДО), стоматологический (1991), отделение подготовки иностранных обучающихся (1992).
В 1993 году медицинский институт был преобразован в Рязанский государственный медицинский университет.
С 1960-х годов в университете разрабатывается направление апитерапии, в частности в тесном сотрудничестве с НИИ пчеловодства.
В 2009 году вуз прошёл сертификацию системы менеджмента качества, внедряемой на основе национального стандарта ГОСТ Р 52614.2-2006 и международного стандарта ИСО серии 9001:2000.
По итогам рейтинга, подготовленного Высшей школой экономики и Российским агентством международной информации «РИА Новости» по заказу Общественной палаты России, РГМУ занял 17-ю позицию в общем рейтинге государственных вузов России и 9-ю позицию в рейтинге медицинских вузов по среднему баллу ЕГЭ в 2010 г.

В декабре 2011 года к университету был присоединён Ефремовский медицинский колледж.

## Ректоры
- Ковалёв, Ефим Никифорович (1950—1952)
- Сутулов, Лев Северьянович (1952—1962)
- Никулин, Анатолий Александрович (1962—1984)
- Денисов, Игорь Николаевич (1984—1987)
- Строев, Евгений Алексеевич (1987—1999)
- Макарова, Валентина Григорьевна (1999—2007)
- Ракита, Дмитрий Романович (2008—2011)
- Калинин, Роман Евгеньевич (с 2011)

## Учебная работа

### Система основного профессионального образования
В Рязанском государственном медицинском университете им. акад. И. П. Павлова осуществляется подготовка дипломированных специалистов по дневной, заочной, очно-заочной формам обучения.
Материально-техническая база университета включает около 20 самостоятельных корпусов, в том числе библиотеку, базовую стоматологическую поликлинику, учебно-производственную аптеку, виварий, ЦНИЛ.
Функционируют следующие факультеты:
1. Лечебный факультет
2. Педиатрический факультет
3. Медико-профилактический факультет
4. Фармацевтический факультет
5. Стоматологический факультет
6. Факультет клинической психологии
7. Факультет среднего профессионального образования и бакалавриата
8. Факультет дополнительного профессионального образования
9. Факультет по обучению иностранных студентов

### Система дополнительного образования и послевузовского образования
В Университете осуществляются следующие виды послевузовского и дополнительного профессионального образования:
- специализация лиц с высшим медицинским и фармацевтическим образованием;
- повышение квалификации на циклах общего и тематического усовершенствования по различным врачебным специальностям;
- подготовка на сертификационных циклах со сдачей квалификационного экзамена и выдачей сертификата специалиста;
- клиническая ординатура;
- подготовка научно-педагогических кадров в аспирантуре и докторантуре

## Научная работа
С 1993 года в университете издаётся журнал «Российский медико-биологический вестник имени академика И. П. Павлова» (4 номера в год).

## Музей
4 сентября 2012 года в РязГМУ торжественно открылся музей истории университета. В экспозициях — исторические фотографии и документы, книги, старинные личные вещи первых сотрудников учебного заведения.

## Критика
Некоторые высокопоставленные сотрудники университета привлекались к уголовной ответственности за различные преступления. В частности, за взятку была осуждена ректор Валентина Макарова за покушение на получение взятки в июле 2006 года от матери абитуриента в обмен за помощь в поступлении в вуз. Шесть других эпизодов, связанных с получением взятки В. Макаровой остались недоказанными. Уголовное дело в отношении заведующего кафедрой травматологии, ортопедии и военно-полевой хирургии Евгения Назарова, которого обвиняли в получении в качестве взятки 25 м2 тротуарной плитки и двух мешков с цементом, было прекращено из-за истечения сроков давности.